# Müggenkrug
Müggenkrug ist eine auf dem Gebiet der heutigen Stadt Wittmund gelegene Siedlung. Sie entstand im 19. Jahrhundert, als ehemalige Heidefelder nach und nach kultiviert wurden.
Der Ortsname geht vermutlich darauf zurück, dass hier früher Plaggen (Ostfriesisches Niederdeutsch: Mucken) als Dünger oder Brandstoff gestochen wurden.